# Candalides zeta
Candalides zeta är en fjärilsart som beskrevs av Grose-smith. Candalides zeta ingår i släktet Candalides och familjen juvelvingar. Inga underarter finns listade i Catalogue of Life.